# 爐峰峽電力分站

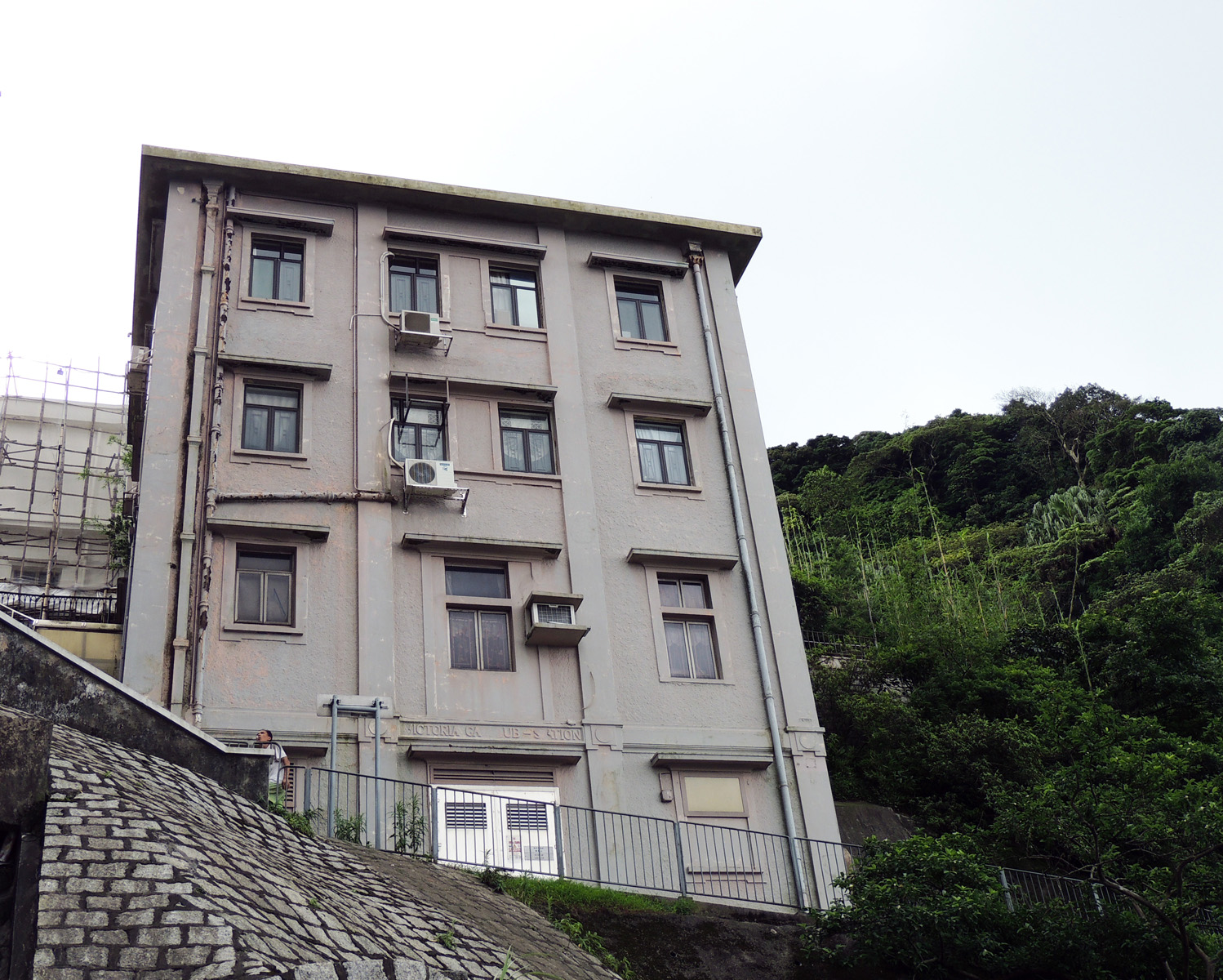
爐峰峽電力分站

爐峰峽電力分站（英語：Victoria Gap Electric Substation）是香港一座古老的供電建築，位於香港島太平山爐峰峽盧吉道35號，近舊山頂道，為香港三級歷史建築。
該建築由香港電燈於1928年興建，分為3層，底層設有供電機器，為區內供應電力；頂部兩層則用作職工宿舍和辦公室，供工程師與其家人居住。